# Palazzo Rinaldi (Montevideo)
Il Palazzo Rinaldi è uno storico edificio in stile art déco del centro di Montevideo, capitale dell'Uruguay, affacciato sulla centralissima Piazza Indipendenza.

## Storia
Il palazzo venne realizzato nel 1929 su progetto degli architetti Alberto Isola e Guillermo Armas.

## Galleria d'immagini

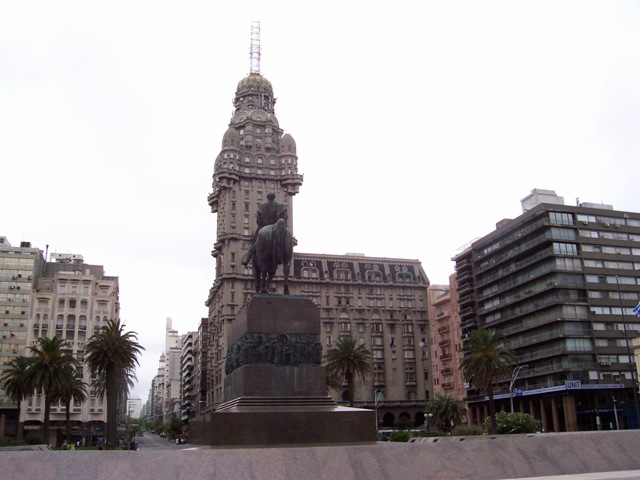
Il Palazzo Rinaldi, sulla sinistra, con il Palazzo Salvo, al centro
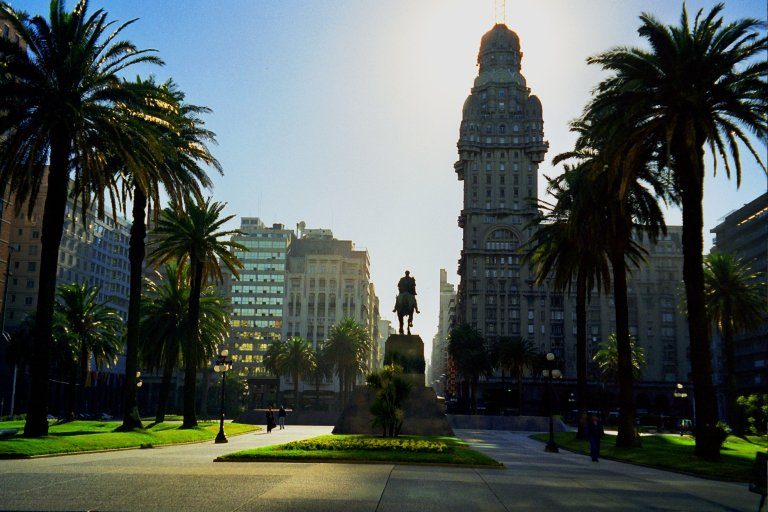
Il Palazzo Rinaldi su Piazza Indipendenza
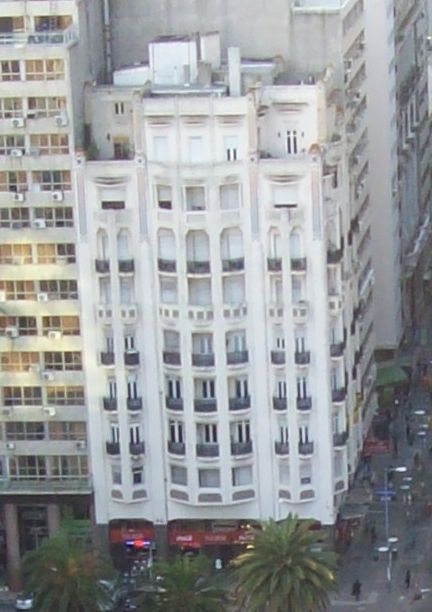
Vista aerea dell'edificio